# Примеров, Борис Терентьевич
Борис Терентьевич Примеров (1 июля 1938 — 5 мая 1995) — советский и российский поэт.

## Биография
Родился в Ростовской области, в селе Матвеев Курган. Отец — донской казак, учился в кадетском корпусе, после Октябрьской революции стал офицером Красной армии, позднее был исключён из партии и уволен из армии, участник Великой Отечественной войны. После войны семья переехала в станицу Мечётинскую, где отец устроился работать в колхозе.
Первые публикации Примерова вышли в Ростове-на-Дону. В середине 1960-х приехал в Москву, поступил в Литературный институт со второй попытки. В 1968 году стал членом Союза писателей. В 1971 году окончил Литературный институт.
Автор лирических сборников «Синевой разбуженное слово» (Ростов-на-Дону, 1964); «Стою на земле» («Молодая гвардия», 1964); «Некошеный дождь» («Молодая гвардия», 1967), «Поющее лето» (Библиотека журнала «Огонёк», №13, 1970); «Румянец года» («Советский писатель», 1971), «Весенний гость», «Наедине с родимым небом» (оба — 1972), «Талая заря» («Молодая гвардия», 1974);  «Вечерние луга» («Советская Россия», 1983); «Избранное» («Художественная литература», 1989) и др.
После 1992 года перешёл на сторону антиельцинской оппозиции, посещал митинги и шествия. Во время силового разгона Ельциным Верховного Совета был в числе защитников российского парламента. По свидетельству знакомых, Примеров тяжело переживал поражение.
5 мая 1995 года повесился на своей даче в Переделкино, оставив предсмертную записку: «Три дороги на Руси: я выбираю смерть. Меня позвала Юлия Владимировна Друнина… Неохота жить с подонками: Лужковым и Ельциным… Опомнись, народ, и свергни клику… такого не было и не будет на белом свете».
Похоронен на Переделкинском кладбище.

## Семья
Был женат на Надежде Васильевне Кондаковой. Сын Фёдор Борисович Примеров (19.01.1970—12.06.2010) — писатель,  автор детективного романа «Личное дело лейтенанта Романова».

## Мнения современников
Примеров был один из тех редких людей, кого Бог поцеловал на творчество.
— Владимир Цыбин

У него нет ни одной сконструированной, не гармоничной, выдавленной из себя строчки. Слова то парят в воздухе, как орлы, то порхают, как бабочки, переливаясь и создавая яркие образы. Он никогда не был литературен, он всегда был поэтом от земли, он черпал вдохновение в родном воздухе, в родной степи… Его стихи объёмны, шершавы, они благоухают степью и ветром, они родные… Так не напишет пришлец, так можно писать только о родном, о своём. Это та самая непридуманная народная поэзия, то, что называется культурной самобытностью, самостийностью, то, что растёт из народных глубин, что передаётся с молоком матери, что нельзя найти, сделав революцию или завоевав, покорив чужую страну. Такой взгляд, такое ощущение выращиваются веками и бережно передаются по наследству.
— Сергей Соколкин, поэт, председатель Комиссии по литературному наследию Б.Т. Примерова при СП России, Заслуженный работник культуры Российской Федерации

## Память
- С 1 июля 1998 года в станице Мечётинской ежегодно проводятся Примеровские чтения и традиционный литературно-музыкальный праздник «Поющее лето», посвящённый памяти Примерова[4][5].
- В 1998 году именем поэта была названа  улица на которой жила семья Примеровых в станице Мечётинской[4].
- В 2003 году Мечётинской станичной библиотеке семейного чтения было присвоено имя Бориса Примерова, там же при участии братьев поэта, его родственников и друзей открыта посвящённая ему комната-музей[4].